# Козловский, Алексей Семёнович
Князь Алексей Семёнович Козловский (март 1707—1776) — русский государственный деятель из рода Козловских, обер-прокурор Синода в 1758—1763 годах, отец поэта Ф. А. Козловского.

## Биография
Сын генерал-майора князя Семёна Михайловича Козловского (ум. 1745) и его жены Анны, сестры князей Григория и Василия Урусовых. Получил домашнее образование. Служил в лейб-гвардии, в 1758 году ушёл в отставку в чине премьер-майора.
С 14 апреля 1758 года обер-прокурор Синода. С 1762 года член Комиссии о церковных имениях, которая занималась разработкой основ секуляризации. По мнению Ф. В. Благовидова и ряда позднейших историков Козловский не располагал сильным влиянием на положение дел в управлении Русской православной церковью. По предложению Козловского Синод постановил всем епархиальным архиереям не возбуждать дела по жалобам духовенства на светских лиц, а направлять их в гражданские суды. Это постановление явилось одним из первых актов монастырской реформы 1764 года, ключевым документом которой стал манифест о секуляризации монастырских земель (1764).
9 июня 1763 года Козловский был отправлен в отставку, так как императрица Екатерина II в дальнейшем планировала проводить жёсткую политику по отношению к церкви. С 1763 сенатор (во II департаменте); генерал-поручик. С 3 мая 1772 года в отставке.

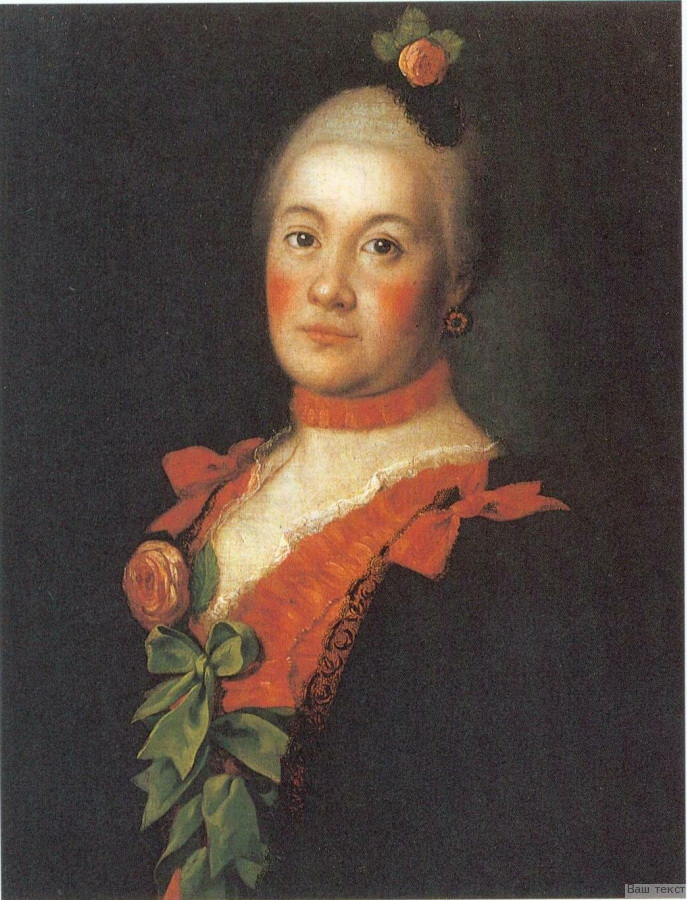
Дочь Татьяна Трубецкая на портрете А. П. Антропова (1761)

## Семья
От брака с Марией Алексеевной Заборовской имел семерых детей:
- Татьяна Алексеевна (ум. 1793), замужем за полковником князем Николаем Ивановичем Трубецким (ум. 1782), владельцем села Ахтырка.
- Фёдор Алексеевич (ум. 1770), писатель, морской офицер, погиб в Чесменском бою при взрыве «Св. Евстафия».
- Варвара Алексеевна (1750 — 19.04.1780), замужем за рязанским наместником Александром Михайловичем Кологривовым (1743—1794). Один сын — Пётр Александрович Кологривов, полковник Кавалергардского полка.
- Яков Алексеевич (ум. 1808), бригадир, женат на княжне Александре Владимировне Долгоруковой (сестра Ю. В. Долгорукова).
- Пётр Алексеевич (ум. 1804), полковник.
- Анна Алексеевна (1757—1824), игуменья Алексеевского монастыря под именем Анфинии.
- Сергей Алексеевич (ум. 1820), премьер-майор.